# 双鹤桥
双鹤桥是云南省大理州大理市大理镇的一座建于明代的石拱桥。该桥位于大理古城南门外70米处，跨越绿玉溪，是大理古城通南的重要桥梁。
双鹤桥为单孔石拱桥，用麻石条砌筑，全长11.5米、宽7.8米、高4.9米，净跨径9.5米。桥面用石条铺砌，与两端路面齐平，桥面两侧设60厘米高的青石护栏。据推测，与大理古城同建于明洪武十五年（1382年），此后应经历过多次维修，但未见相关记载。双鹤桥长期为南侧出入大理古城的必经之路，抗日战争时期修筑的滇藏公路亦从双鹤桥上经过。1985年公布为第一批大理市文物保护单位。1991年进行维修加固，新铺设桥面；同时为减轻交通压力，在其两侧新建两座与之风格相仿的石拱桥。